# Badanehal, Bhadravati
Badanehal là một làng thuộc tehsil Bhadravati, huyện Shimoga, bang Karnataka, Ấn Độ.